# Lecanoromycetidae
Lecanoromycetidae je podtřída vřeckovýtrusných hub, do níž se dnes zařazuje většina lichenizovaných hub (tzv. lišejníků).

## Popis
Ve stélce lišejníků jsou přítomny plodničky (sporokarpy), a to buď přilnuté k povrchu, nebo na stopce, bývají kotoučovitého tvaru. Vnější pletivo těchto plodnic (tzv. excipulum) je průsvitné nebo pigmentované. Sterilní hyfy (parafýzy) jsou rovné nebo rozvětvené. Vřecka (asci) obsahují nejčastěji 8 spor, to se ale může lišit. Askospory jsou průsvitné nebo hnědé.

## Ekologie
Mnoho zástupců podtřídy Lecanoromycetidae žije v symbióze se zelenými řasami nebo se sinicemi. Houba se označuje jako mykobiont, řasa a sinice jako fotobiont.

## Systematika
Systematika se v poslední době velmi měnila. Podtřída Lecanoromycetidae byla popsána v roce 2007, její správnost prokázala sekvenace DNA.
Podle  jsou dnes známy 3 řády:
- řád misničkotvaré (Lecanorales), např. terčovka bublinatá (Hypogymnia physodes)
- řád hávnatkotvaré (Peltigerales), např. hávnatka psí (Peltigera canina)
- řád krásníkotvaré (Teloschistales), např. terčovník zední (Xanthoria parietina)